# 守車

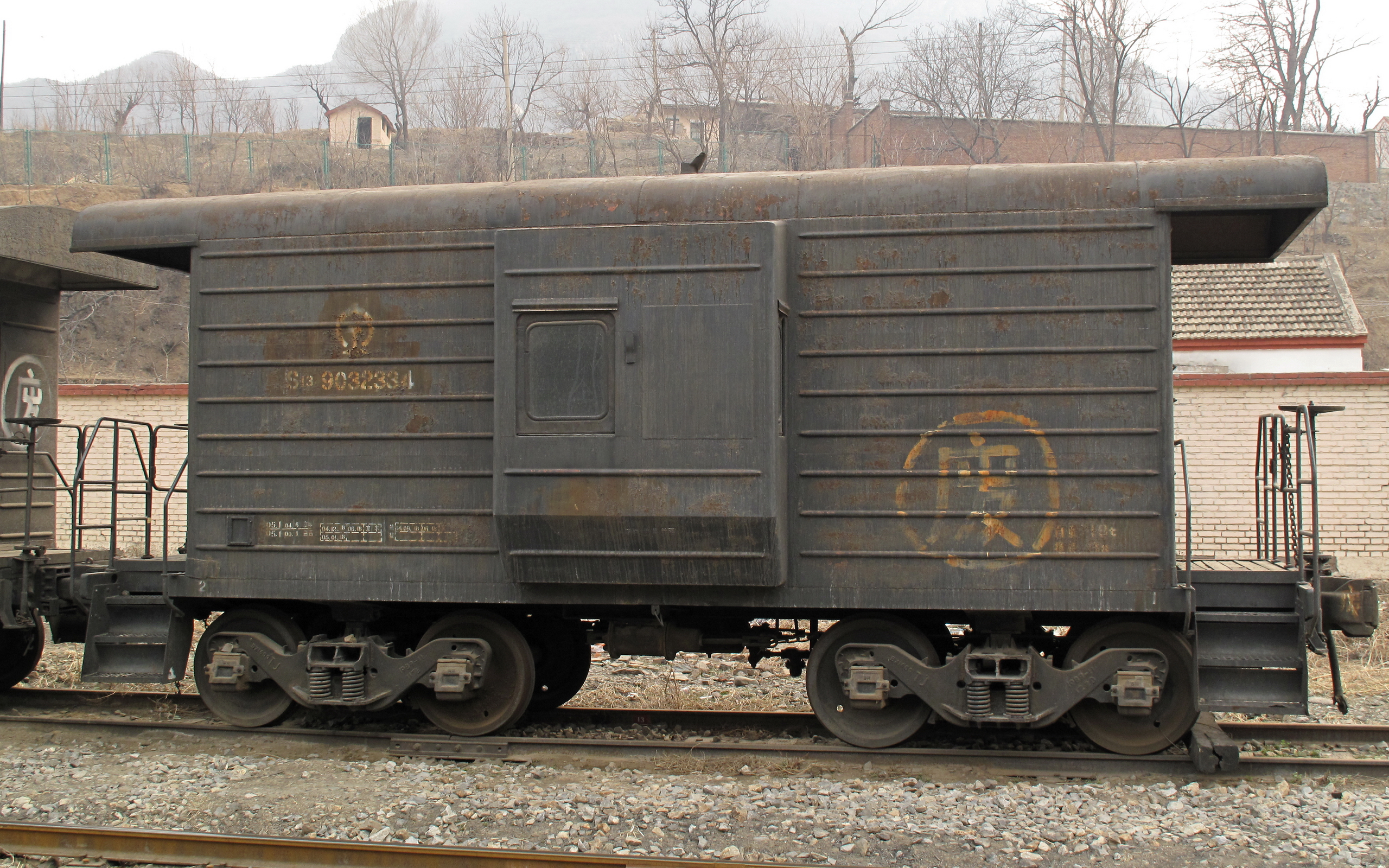
一辆已经废弃的守车

守车，又称望车，是挂在货物列车尾部，供运转车长及隨車人員乘座的工作车。守车一般是挂在货车的尾部，用来瞭望车辆及协助刹车、确认列车是否完整到达。守车在北美被称为caboose，在英国则被称为brake van，且这两者稍有区别。

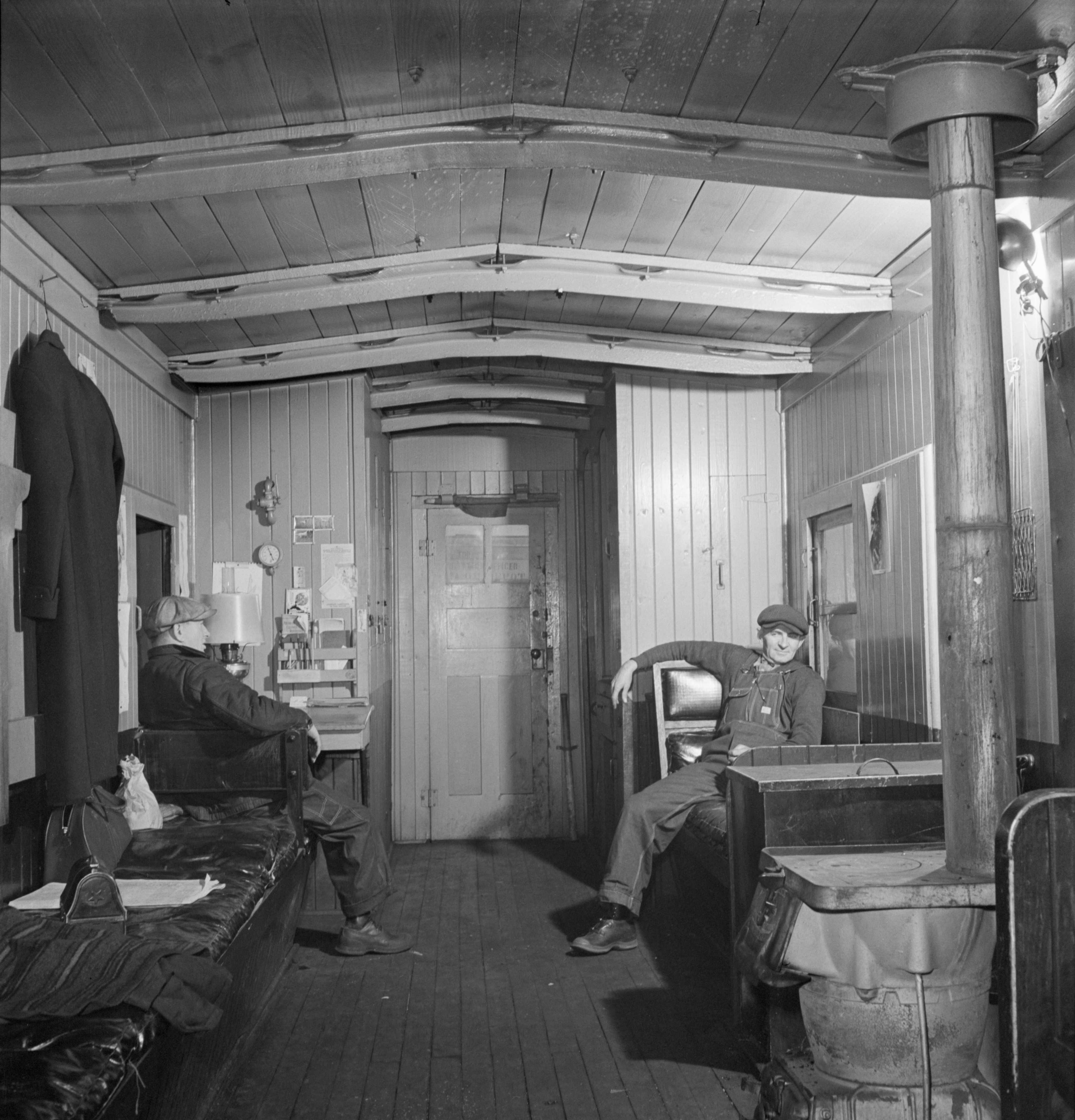
1943年印第安那港带铁路的守车内部

## 运用情况

### 中国大陸

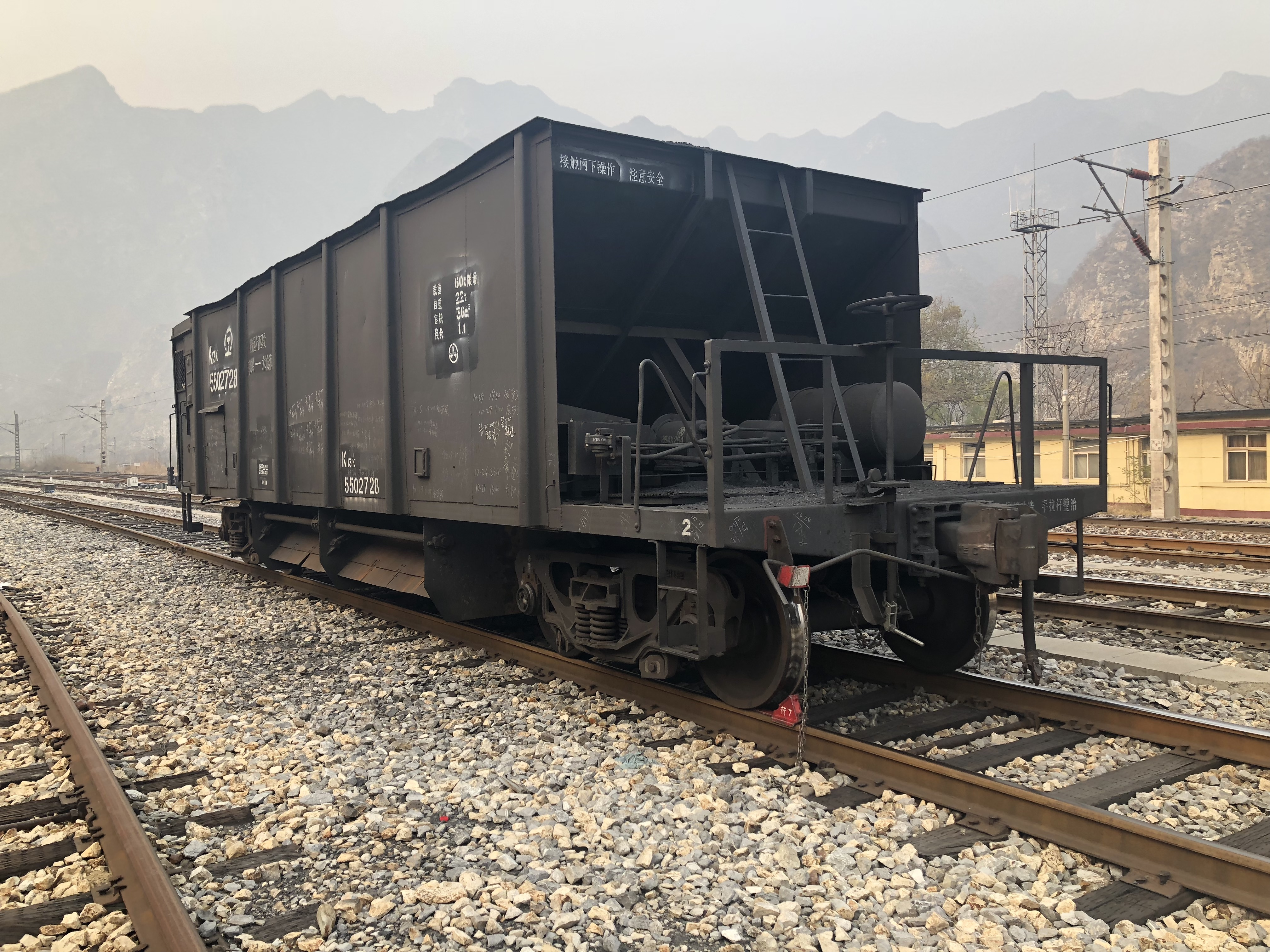
落坡岭站上用作守车的矿石车

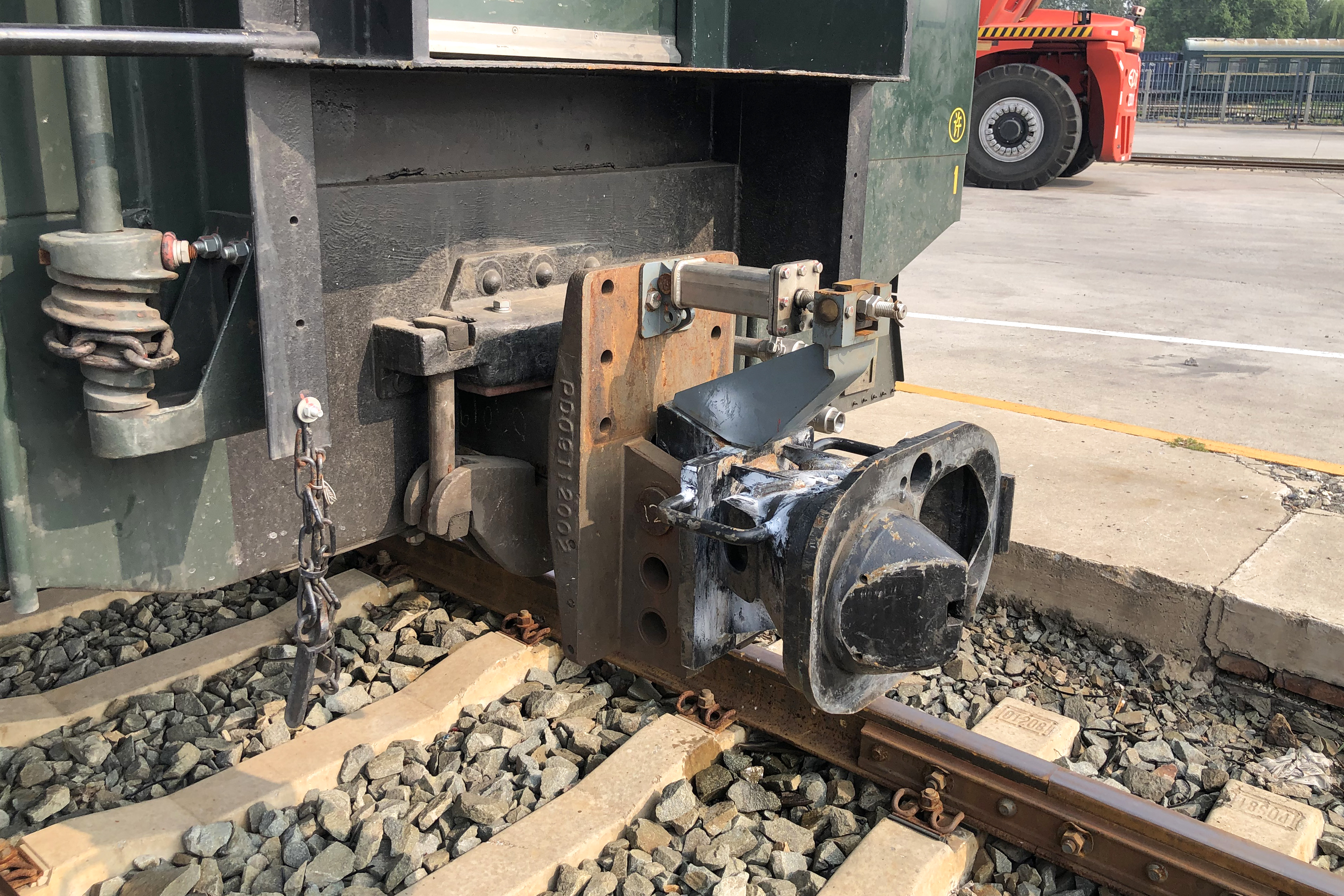
TZ25G一端的车钩

#### 历史
在1949年之前，中国守车型式达23种之多。中华人民共和国成立后，中国國铁推出S11型、S12型、S13型守车取代这23种旧型号守车。
但是在货物列车中加挂守车，一定程度上影响了货车的编组，影响了运输效率。因此自20世纪80年代开始，中国铁路采用列车尾部安全防护装置以取代守车和运转车长。
尽管在中国国铁中的货运列车已经取消了守车编组，但在运行于一些偏远地区的铁路货运列车中，仍需加挂守车。其中国铁方面以北京铁路局所辖的落坡岭站守车，以及南宁铁路局所辖的凭祥站守车较为有名。
另外，在使用國鐵系統甲種運送地鐵/高鐵列車時，除了會在車頭聯上機車外，若行程超過兩小時，亦必須在前或後方再聯上一卡TZ型客車作守車之用；該等守車備有發電機、臨時制動風機連適配插座，方便制動；若運送的是採用夏芬伯格車鈎的統型高鐵車輛及地鐵車輛，其中一端車鈎會裝上詹尼車鈎-夏芬伯格車鈎轉駁器（例如在運送深圳地鐵中車株機電動列車至深圳的時候，地鐵列車由東風4B型柴油機車牽引，並在後方加掛一卡守車；而在運送武漢地鐵11號線列車時，守車介乎於和諧2型電力機車與地鐵列車中間，機車位於後方；在運送要進行大修的香港高速動車組時，則選用四方提供的25T型客車（TZ25T回送車）作守車，掛於HXD3C與高鐵列車中間）。

#### 车号
中国铁路货车基本型号用“S”表示守车，而车号范围在9000000-9049999之间；至於用於甲種運送的守車，則與其他特種客車一併使用「TZ」表示。

#### 型号
- 中国铁路S11型守车
- 中国铁路S12型守车
- 中国铁路S13型守车

### 台湾
在台湾铁路管理局的守车代號為K。其中，以台铁3CK1500型守车较为有名。3CK1500型守车为一种含有“货物空间”的守车，也因此被称呼为“篷守车”。另外有專用守車，代號AK；敞守車，代號為GK。
台灣糖業鐵路的守車只供蔗農與車長搭乘，在後期只做為車尾標誌用。1993年後除了少數糖廠外其餘多數的原料列車已經不加掛。

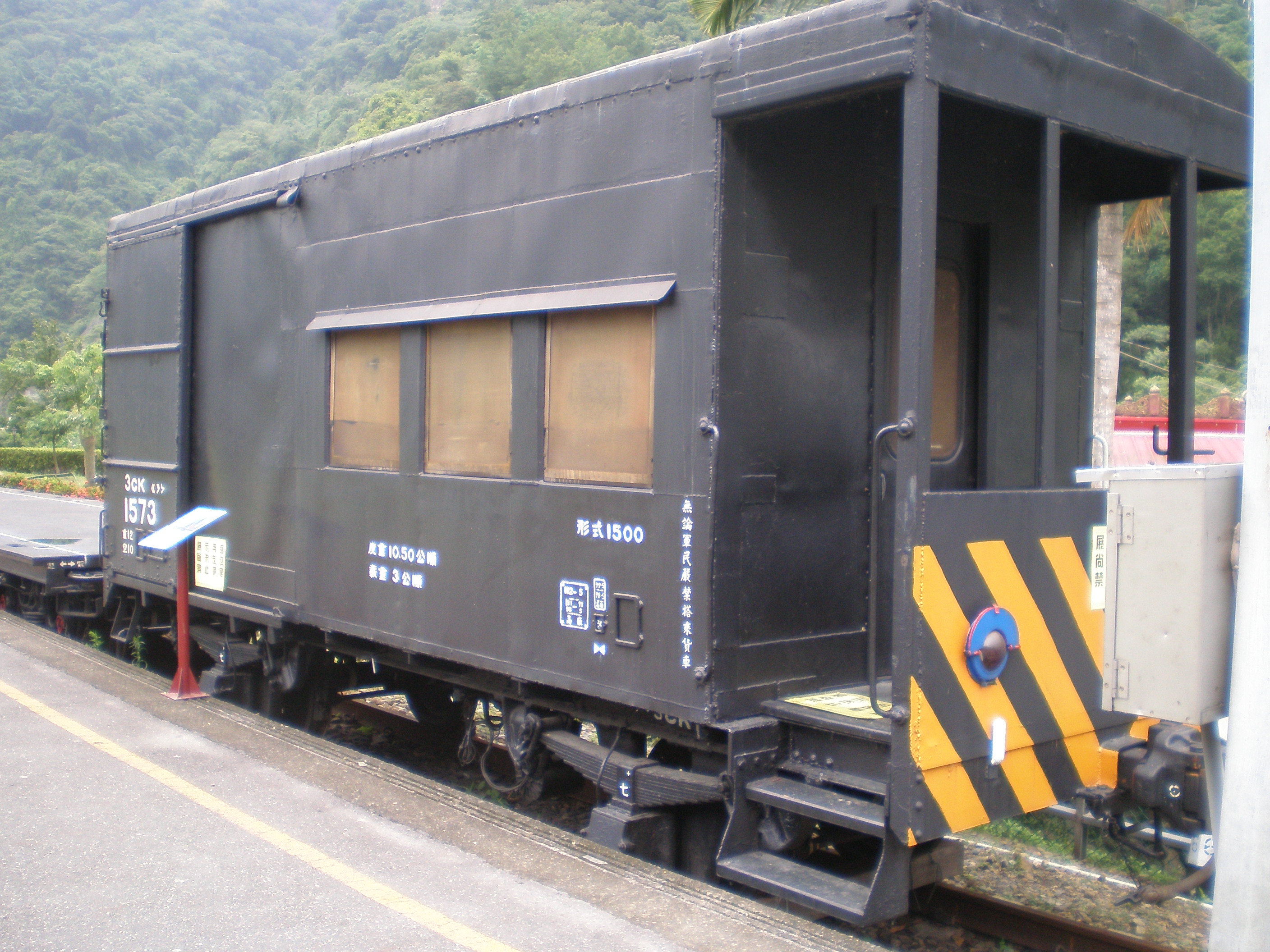
台湾铁路管理局台铁3CK1500型守车

### 日本
在日本在來線鐵路系統上，若要進行鐵路車輛甲種運送，部分車輛會掛上一卡守車（不設臨時發電機及制動風機），以便監察運送情況。

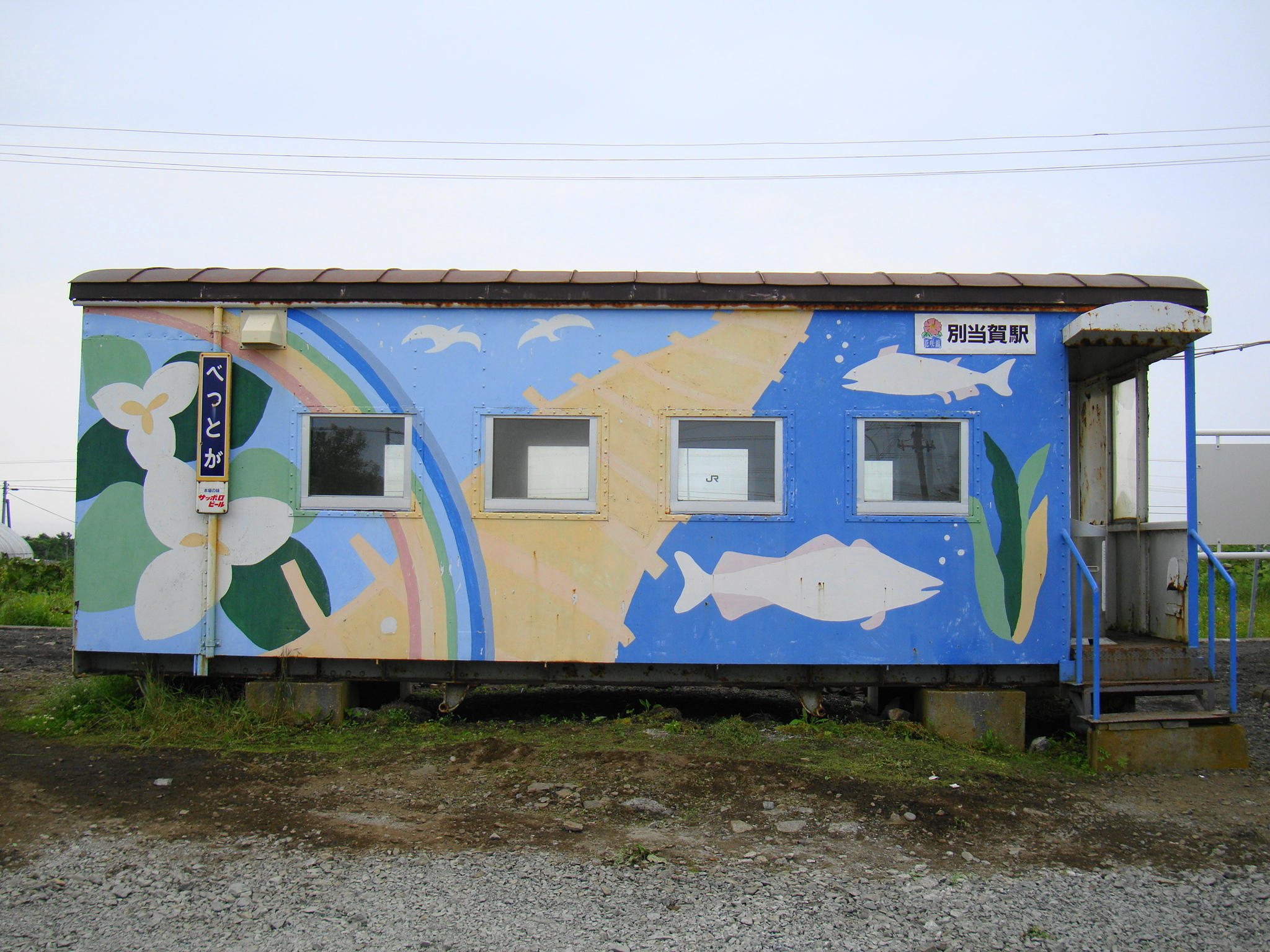
報廢的守車改造為車站站房（JR北海道的別當賀車站）

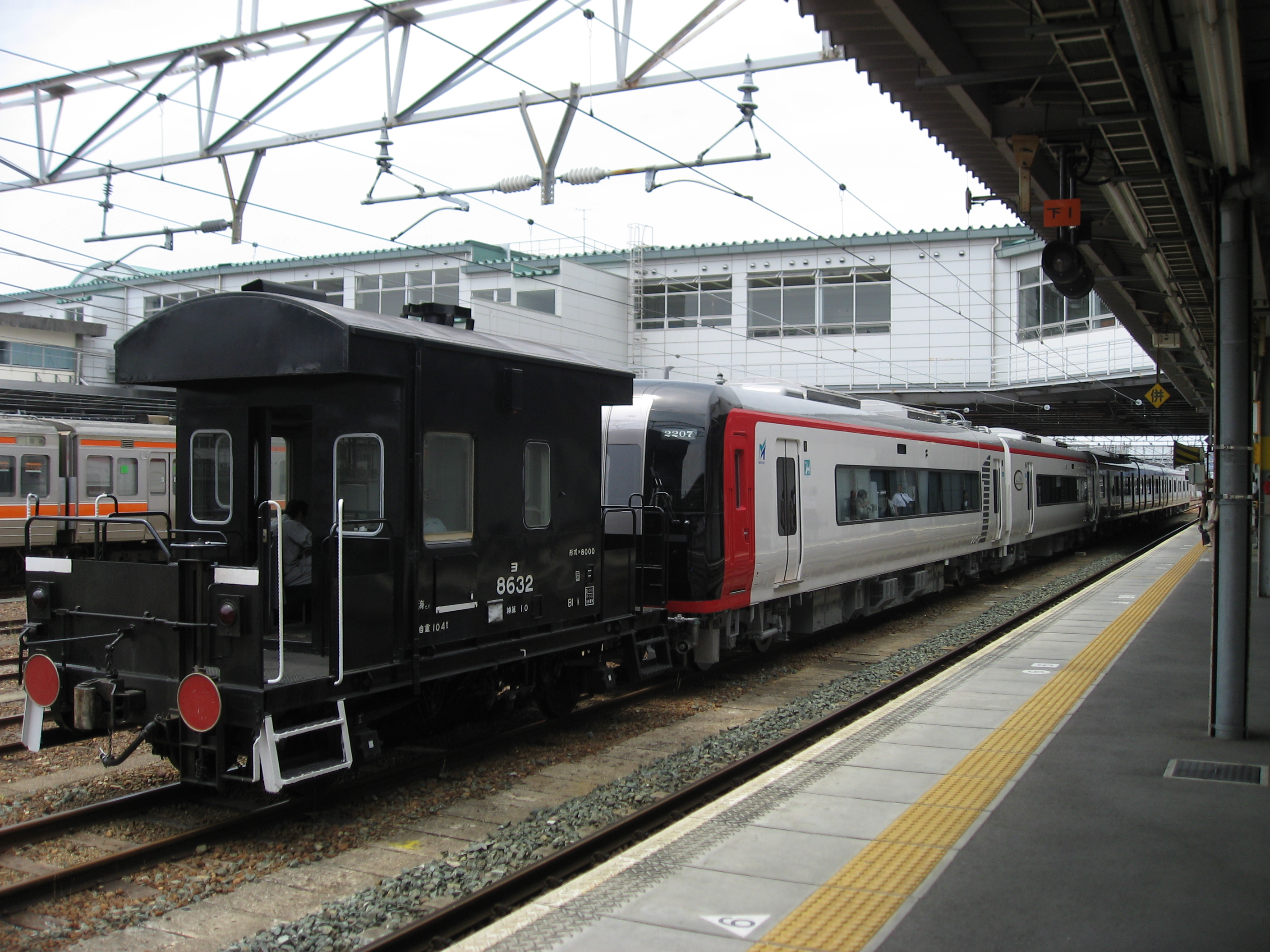
在甲種運送時使用守車